# アキ・リッサネン
アキ・リッサネン（Aki Rissanen、1980年2月29日 - ）は、フィンランドのジャズ・ピアニスト、作曲家。フィンランド東部、クオピオ出身。
フランスのパリ国立高等音楽・舞踊学校やシベリウス音楽院のジャズ学部で教育を受けた。2004年にはスイスのモントルー・ジャズ・フェスティバルで2位になっている。彼自身の名義でアルバムを発売しているほか、多くのジャズ・ミュージシャンとセッションを行っている。

## ディスコグラフィ

### リーダー・アルバム
- Beautiful Anxiety (2009年、KSJazz)
- Semplice (2009年、Alba Records) ※with Robin Verheyen
- Music For The Play Mr Vertigo (2011年、KHY Suomen Musiikki Oy) ※with Verneri Pohjola、Joonas Riippa
- Ancient History (2012年、ACT) ※Verneri Pohjola Quartet With Aki Rissanen名義
- Aleatoric (2013年、Eclipse Music) ※with Robin Verheyen、Markku Ounaskari
- Aki Rissanen // Jussi Lehtonen Quartet with Dave Liebman (2015年、Ozella) ※with Jussi Lehtonen、デイヴ・リーブマン
- Sturm (2015年、Ilma Records)
- Amorandom (2016年、Edition Records)
- 『アナザー・ノース』 - Another North (2017年、Edition Records)
- Art In Motion (2019年、Edition Records)